# Floby (Musicien)
Pour les articles homonymes, voir Floby.

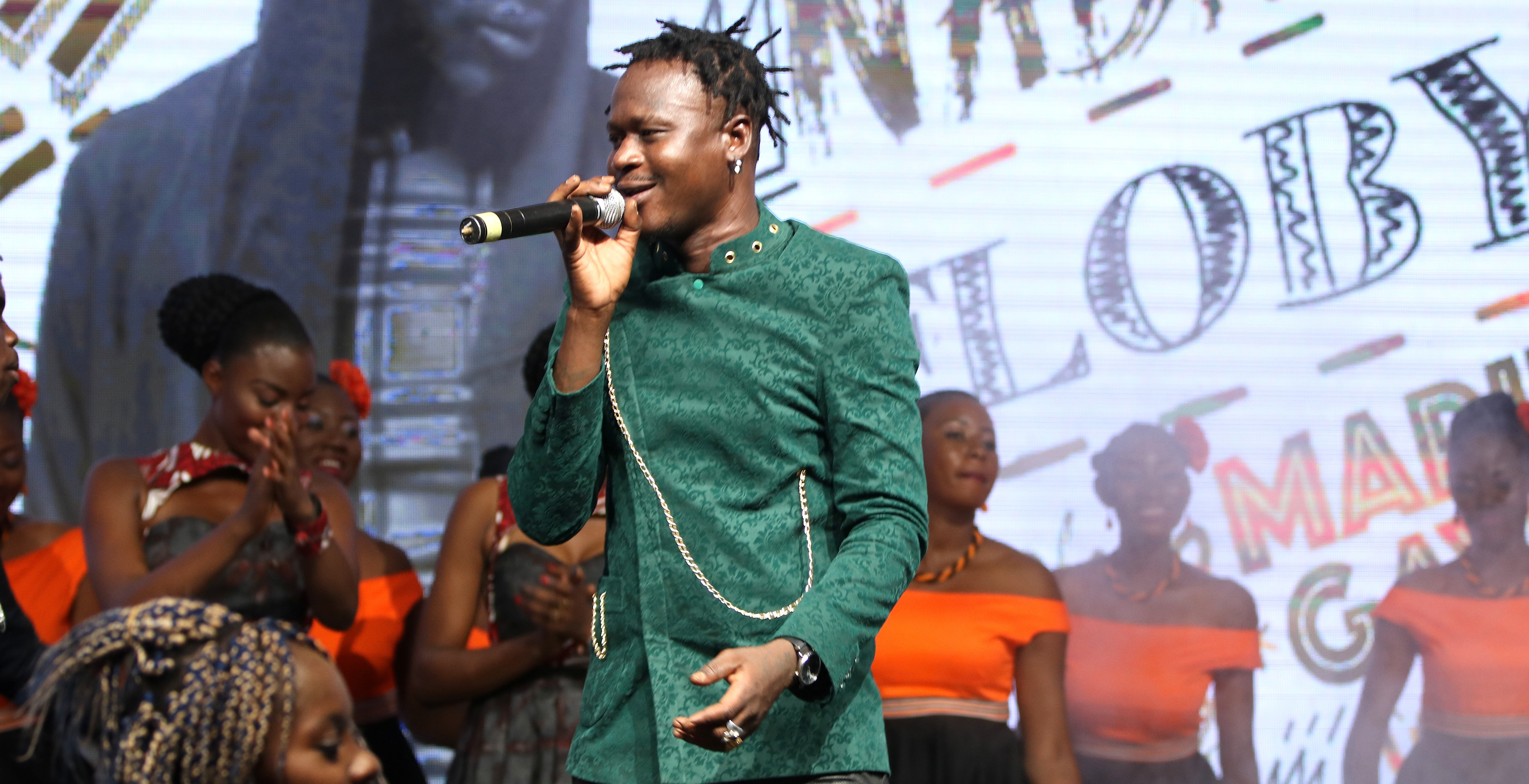
Floby au Kundé en 2019

Floby, de son vrai nom Florent Belemgnègré, est un chanteur et compositeur burkinabè originaire de la province de Kouritenga.

## Biographie

### Enfance, éducation et débuts
Floby est né à Kouritenga, une province du Centre-Est du Burkina. Il grandit au village auprès de sa grand-mère griotte qui l'initie aux chants traditionnels mossi. Une fois à Ouagadougou, Floby décide de se consacrer à la musique. Un choix que sa famille n'approuve pas et le met à la porte. Il passe  plus de six ans dans la rue avant d'être repéré par des producteurs. 

### Carrière professionnelle
Floby connaît un succès avec la production du label Merveille Production dont Ismaila Zongo (Commandant Papus) est directeur. En 2006, son premier album intitulé Maam sooré (Ma voie) est sacré l'album le plus vendu au Burkina Faso  Ses quatre albums suivants connaîtront aussi un grand succès. Surnommé par le grand public King Zodanga, le Papa des Orphelins, ou encore le Kirikou d'Afrique, l'artiste a reçu plusieurs prix Kundé respectivement en 2007, 2015 et 2016. Il a remporté le Kundé d'or en 2010.Floby est le créateur du festival Baba Village, un festival qui fait la promotion de la musique locale. 

### Style musical et influences
Floby chante en français ainsi qu'en mooré,, il s'inspire d'une part des sonorités traditionnelles du terroir mossi et du coupé de calé ivoirien, dont il affectionne les instruments (kora et djembé), et d'autre part des rythmes et sonorités modernes.  

## Discographie

### Collaborations / Maxi singles
- 2014  : Be Positif EP

### Singles
- 2016  : Tu me connais [19]
- 2020  : Coronavirus et je cours

## Distinctions
- 2010: Kunde d'or 2010 [20]
- 2019 : Kunde d'or 2019[21]
- 2023 : Kundé de l'artiste le plus joué en discothèque[22]
- 2025: Kundé de la meilleure chanson moderne d’inspiration traditionnelle (Ouaga zeune)[23]
- 2025: Kundé de l’artiste le plus joué en discothèque[23]
- 2025: Kundé d’or[24]